# Laguna Chaxa
La laguna Chaxa es un cuerpo de agua superficial ubicado en el salar de Atacama, en la comuna de San Pedro de Atacama, Provincia de El Loa, norte de Chile. Es un destino turístico, así como una estación de observación ornitológica (principalmente de flamencos).

## Ubicación y descripción
La laguna está a unos 7 km de Toconao y un poco menos de 50 km de San Pedro de Atacama. Se encuentra dentro del Sistema de Protección de áreas silvestres de la CONAF, y se encuadra dentro de la Reserva nacional Los Flamencos. Se considera uno de los mejores lugares en Chile para avistar flamencos, junto al salar de Surire en la Región de Arica y Parinacota.
La Laguna Chaxa es una laguna altiplática de estratos fangosos y poca profundidad. La Laguna permite la proliferación de microinvertebrados y de formas microscópicas, que son la base de la alimentación de los flamencos, entre otras aves.
La única entrada y salida superficial de la laguna es el canal Burro Muerto, que la comunica con la laguna Barros Negros.: 367 
El mapa permite apreciar de norte a sur la ubicación de las lagunas Baltinache, de Cejas, Tebinquiche (Tebinquinche), Chaxa, Barros Negros, Quelana, Salada, La Punta y Brava.

## Población, economía y ecología
La flora y fauna circundando Chaxa es escasa, principalmente matojos, debido al calor reinante y la gran variación de temperatura entre la noche y el día. Las precipitaciones en verano son muy escasas, con una máxima promedio de 3 mm. Además de los flamencos, de los que hay tres tipos: La Parina Grande, Parina Chica y el Flamenco Chileno, se puede encontrar el zorro culpeo, el ratón tuco-tuco, ratón oliváceo y dos especies de reptiles endémicos del salar de Atacama.